# Callionymus muscatensis
Callionymus muscatensis es una especie de peces de la familia Callionymidae en el orden de los Perciformes.

## Distribución geográfica
Se encuentra desde el sur del Mar Rojo hasta el Golfo de Omán.